# Jésus chez Marthe et Marie (Aertsen)
Pour les articles homonymes, voir Jésus chez Marthe et Marie.
Jésus chez Marthe et Marie est un tableau peint par Pieter Aertsen en 1552. Cette huile sur bois représente Jésus visitant Marthe et Marie, derrière un premier plan encombré de victuailles et d'objets de la vie quotidienne, ce qui en fait un exemple précoce de nature morte inversée. Elle est conservée au Kunsthistorisches Museum, à Vienne.

## Description
La scène narrative à l'arrière-plan représente le Christ chez Marthe et Marie, plus précisément le moment où le Christ reproche à Marthe de s'affairer aux tâches matérielles comme la préparation du repas, alors que sa sœur a choisi « la meilleure part », c’est-à-dire les nourritures spirituelles ; un extrait de l'Évangile, en néerlandais, « Maria heeft wtuercoren dat beste deel », est peint sur le linteau de la cheminée ; la référence biblique « luk. 10 » est peinte sur un des carreaux du pavement.
Au premier plan, sont représentés des aliments grandeur nature, dont un gigot de taille imposante, du pain, du beurre piqué d'un œillet sur un plateau, divers objets et ustensiles, un vase de fleurs et une bourse posée sur la porte ouverte d'un coffre, tous éléments composant une nature morte.
La signature du peintre, un trident, figure sur un morceau de papier, la date : « 1552 25 Julj » est peinte sous le rebord de la fenêtre, en haut à droite.
L'interprétation du tableau est que toutes ces nourritures et ces objets ne peuvent rassasier l’esprit ; seule la parole du Christ est nourrissante.

## Histoire
Le tableau appartient au XVIIe siècle à la collection de l'archiduc Léopold Guillaume d'Autriche ; gouverneur des Pays-Bas de 1646 à 1656, il constitue à Bruxelles l'une des plus grandes collections artistiques de son époque. En 1659, l'archiduc retourne à Vienne avec sa collection dont la plus grande partie est léguée cette collection à son neveu l'empereur Léopold Ier. Ce n'est pas le cas de Jésus chez Marthe et Marie ; en 1930, le tableau appartient à Albert Figdor à Vienne ; il le vend cette année-là par l'intermédiaire de la galerie J. Goudstikker d'Amsterdam au Kunsthistorisches Museum de Vienne.